# Museu Alfredo Dugés
O Museu Alfredo Dugés é um museu mexicano de história natural, localizado na capital do estado de Guanajuato.
O nome do museu é uma homenagem ao zoólogo Alfredo Dugés.